# Liste von Ortsumbenennungen in der Lausitz 1936/37
Diese Liste enthält Orte in der Lausitz, die im Rahmen der nationalsozialistischen Germanisierung sorbischstämmiger Ortsnamen 1936 bzw. 1937 umbenannt wurden. Die meisten Orte erhielten ihre ursprünglichen Namen nach dem Zweiten Weltkrieg zurück. Anderenfalls sind die entsprechenden neuen Namen fett gedruckt.
Ähnlich den Umbenennungen von Orten in Ostpreußen wurden zahlreiche Ortsnamen, die zu offensichtlich nicht-deutschen Ursprungs waren, durch neue Namen ersetzt. Diese wurden meist völlig neu geschaffen, manchmal auch direkt ins Deutsche übersetzt. In manchen Fällen wurde lediglich die Endung „eingedeutscht“ bzw. die Schreibweise leicht verändert. Diese Umbenennungswelle endete in der Lausitz Anfang 1938, nachdem das Reichsinnenministerium aus militärischen – nicht inhaltlichen – Gründen eingeschritten war. Neben Orten wurden auch zahlreiche Flur- und Gewässernamen umbenannt, so erhielt z. B. die Struga den deutschen Namen „Wellenbach“. Auch zahlreiche Fließe im Spreewald bekamen deutsche Namen, die zumeist bis heute verwendet werden.
Diese Umbenennungen erfolgten größtenteils im preußischen Teil der Ober- sowie in der Niederlausitz, während in Sachsen weniger umbenannt wurden. Die meisten umbenannten sächsischen Orte erhielten ihre ursprünglichen Namen zwischen 1946 und 1949 auf Anordnung der Landesbehörden zurück, während Rückbenennungen in Brandenburg deutlich seltener waren.
| alter Ortsname         | sorbischer Ortsname  | Verdeutschung 1937             | Anmerkung                                                                                                   |
| ---------------------- | -------------------- | ------------------------------ | --- |
| Alt Tschöpeln          |                      | Lindenhain                     | Neuschöpfung; heute Stare Czaple, Trzebiel, Polen                                                           |
| Beitzsch               |                      | Beitsch                        | Anpassung der Schreibweise; heute Biecz, Brody, Polen                                                       |
| Bluno                  | Bluń                 | Blunau                         | Endung eingedeutscht                                                                                        |
| Bresena                | Brězyna              | Maienbach                      | Neuschöpfung; heute Bresina, OT von Weißkeißel                                                              |
| Brieschko              | Brěžki               | Birkenheim                     | Übersetzung                                                                                                 |
| Briesnigk              | Rjasnik              | Groß Briesenig                 | Endung eingedeutscht, heutiger Ortsname ist Briesnig                                                        |
| Buckoka                | Bukowka              | Buchenberge                    | Übertragung; heute Buczyny, Trzebiel, Polen                                                                 |
| Buckowien              | Bukowina             | Buchhain                       | Übersetzung                                                                                                 |
| Bukonitza              | Bukonica             | Buchen                         | Übertragung; heute Bukonitza, OT von Sagar                                                                  |
| Byhleguhre             | Běła Góra            | Geroburg                       | Neuschöpfung in Anlehnung an Markgraf Gero                                                                  |
| Byhlen                 | Bělin                | Waldseedorf                    | Neuschöpfung in Anlehnung an die geographische Lage                                                         |
| Byhlow                 | Běła                 | Bühlow                         | Anpassung der Schreibweise                                                                                  |
| Crayne                 | Krajna               | Krayne                         | Anpassung der Schreibweise                                                                                  |
| Deschka                |                      | Auenblick                      | Neuschöpfung                                                                                                |
| Deutschbaselitz        | Němske Pazlicy       | Großbaselitz                   | Tilgung der ethnischen Bezeichnung                                                                          |
| Diehsa                 | Dźěže                | Altmarkt                       | Neuschöpfung; inspiriert vom großen Marktplatz im Ort                                                       |
| Dubraucke              | Dubrawka             | Eichwege                       | Übertragung                                                                                                 |
| Dlugy                  | Długi                | Fleißdorf                      | Neuschöpfung                                                                                                |
| Dobberbus              | Dobrośice            | Doberburg                      | Verdeutschung                                                                                               |
| Dobrilugk              | Dobrjoług            | Doberlug                       | Verdeutschende Änderung der Aussprache und der Schreibweise                                                 |
| Dobristroh             | Dobry Wótšow         | Freienhufen                    | Neuschöpfung                                                                                                |
| Dolk                   | Gólnikaŕnja na Dołku | Forsthaus Kiefernheide         | Neuschöpfung                                                                                                |
| Dollan                 | Dolań                | Wolkenberg-Ausbau              | Umbenennung in Anlehnung an den Gemeindehauptort Wolkenberg                                                 |
| Drehna                 | Tranje               | Grünhain                       | Neuschöpfung                                                                                                |
| Drössigk               | Dŕazg                | Drößig                         | Endung eingedeutscht                                                                                        |
| Dubbine                |                      | Eichenhof                      | Übertragung; OT von Sembten                                                                                 |
| Dubrau                 | Dubrawa              | Eichenwald                     | Übersetzung                                                                                                 |
| Dubring                | Dubrjenk             | Eichhain                       | Übersetzung                                                                                                 |
| Dubrow                 |                      | Eichenhagen                    | Übertragung; heute Dąbrowa, Lubsko, Polen                                                                   |
| Gohra                  | Góra                 | Bergheide                      | Übertragung                                                                                                 |
| Gollitza               | Gólica               | Wiesenvorwerk                  | Neuschöpfung; OT von Peitz                                                                                  |
| Gora                   | Góra                 | Friedenshöhe                   | Neuschöpfung; OT von Gablenz                                                                                |
| Goschzschen            | Chošćišća            | Goschen                        | Anpassung der Schreibweise                                                                                  |
| Goyatz                 | Gójac                | Schwieloch                     | Neuschöpfung, nach der Lage am Schwielochsee                                                                |
| Gribona                | Gribownja            | Wolkenberg-Vorwerk             | nach dem Gemeindehauptort Wolkenberg                                                                        |
| Groß Krausnigk         | Wjelika Kšušwica     | Großkrausnik                   | |
| Groß Neida             | Wulka Nydej          | Groß Weidau                    | Neuschöpfung                                                                                                |
| Groß Tzschacksdorf     | Tśěšojce             | Groß Schacksdorf               | Anpassung der Schreibweise                                                                                  |
| Horka                  | Hórka                | Wehrkirch                      | Neuschöpfung; inspiriert von der Wehrkirche im Ort                                                          |
| Horscha                | Hóršow               | Zischelmühle                   | Neuschöpfung                                                                                                |
| Hoske                  | Hózk                 | Elsterode                      | Neuschöpfung; Bezug auf die geographische Lage                                                              |
| Jasua                  | Jazowa               | Jahmen Ausbau                  | Umbenennung in Anlehnung an seine Lage                                                                      |
| Jetscheba              | Jatřob               | Habichtau                      | Übertragung                                                                                                 |
| Kaana                  | Kanjow               | Reichendorf                    | Neuschöpfung; nicht zurückbenannt; Ort 1981 abgebrochen für Talsperre Quitzdorf                             |
| Keula                  | Kulowc               | Runddorf                       | Übersetzung                                                                                                 |
| Keula                  | Kij                  | Rudolfhütte                    | Neuschöpfung                                                                                                |
| Klein Jänowitz         |                      | Jahnsfeld                      | Übertragung; heute Janowice, Lubsko, Polen                                                                  |
| Klein Krausnigk        | Mała Kšušwica        | Kleinkrausnik                  | |
| Klein-Oelsa            | Wolešnica            | Oelbrück                       | Neuschöpfung mit lautlicher Anlehnung an den Ursprungsnamen                                                 |
| Kokainz                | Kokańc               | Erlenhof                       | Neuschöpfung                                                                                                |
| Kosswigk               | Kósojce              | Koßwig                         | Endung eingedeutscht                                                                                        |
| Kotsemke               |                      | Buschweide                     | Neuschöpfung; heute Chocimek, Lubsko, Polen                                                                 |
| Kreba                  | Chrjebja             | Heideanger                     | Neuschöpfung                                                                                                |
| Krischa                | Křišow               | Buchholz                       | Neuschöpfung; bis heute nicht zurückbenannt                                                                 |
| Koyne                  | Chojna               | Keune                          | Anpassung der Schreibweise                                                                                  |
| Linda                  |                      | Lindfeld                       | Anpassung der Endung; OT von Hammerstadt; später Ortsabbruch durch Tagebau                                  |
| Leippa                 |                      | Selingersruh                   | Neuschöpfung; heute Lipna, Przewóz, Polen                                                                   |
| Lipsa                  |                      | Lindenort                      | Übersetzung                                                                                                 |
| Lugk                   | Ług                  | Lug                            | |
| Mockro                 | Mokšoja              | Kolonie Muckers                | Neuschöpfung in Anlehnung an den ursprünglichen Namen; heißt heute Stradow Ausbau                           |
| Mortka                 | Mortkow              | Grube Ostfeld                  | Neuschöpfung; übernommen vom Namen der nahen Kohlegrube                                                     |
| Mücka                  | Mikow                | Stockteich                     | Neuschöpfung                                                                                                |
| Nablath                | Nabłoto              | Nahberg                        | Neuschöpfung; heute Nabłoto, Brody, Polen                                                                   |
| Nardt                  | Narć                 | Elsterhorst                    | Neuschöpfung                                                                                                |
| Neida                  | Nydej                | Köhlergrund                    | Neuschöpfung ?                                                                                              |
| Neu Tschöpeln          |                      | Birkenstedt                    | Neuschöpfung; heute Nowe Czaple, Trzebiel, Polen                                                            |
| Niecha                 | Nechow               | Buschbach                      | Neuschöpfung; Umbenennung im Rahmen der Eingemeindung nach Jauernick-Buschbach                              |
| Nieda                  |                      | Wolfsberg                      | Neuschöpfung; heute Niedów, Polen                                                                           |
| Niemaschkleba          |                      | Lindenhain                     | Neuschöpfung; heute Chlebowo, Gubin, Polen                                                                  |
| Nikrisch               | Nikřiž               | Hagenwerder                    | Neuschöpfung                                                                                                |
| Noes                   | Nowa Wjes            | Bleichenau                     | Neuschöpfung                                                                                                |
| Oelsa                  | Wólšina              | Kreuzschenke                   | Neuschöpfung; 1945/46 rückbenannt; 1963 erneut umbenannt in Förstgen-Ost                                    |
| Ossagk                 | Wósek                | Ossak                          | |
| Pademagk               | Pódmokła             | Pademack                       | Eindeutschung der Endung, 1974 devastiert                                                                   |
| Pattag                 |                      | Neißebrück                     | Neuschöpfung; heute Potok, Woiwodschaft Lebus                                                               |
| Piessigk               | Pěski                | Pießig                         | Endung eingedeutscht                                                                                        |
| Plonitza               | Hugon                | Aue                            | Neuschöpfung                                                                                                |
| Pockuschel             |                      | Rotfelde                       | Neuschöpfung; heute Gręzawa, Tuplice, Polen                                                                 |
| Podrosche              | Podroždź             | Grenzkirch                     | Neuschöpfung; inspiriert von der Kirche im Ort                                                              |
| Posottendorf-Leschwitz |                      | Weinhübel                      | Neuschöpfung; 1949 Eingemeindung von Leschwitz nach Görlitz ohne Rückbenennung; Posottendorf heute in Polen |
| Presehna               |                      | Birkwalde                      | Übersetzung                                                                                                 |
| Pretznicka             |                      | Waldrand                       | Neuschöpfung; OT von Gablenz                                                                                |
| Publick                | Publik               | Wildfelde                      | Neuschöpfung                                                                                                |
| Rachlau                | Rachlow              | Wiesdorf                       | Neuschöpfung                                                                                                |
| Radewiese              | Radowiza             | Heinersbrück-Nord              | Neuschöpfung in Anlehnung an die geographische Lage                                                         |
| Sabrodt                | Zabrod               | Wolfsfurt                      | Neuschöpfung; inspiriert vom „Tiger von Sabrodt“ und dem ursprünglichen Namen (brod = „Furt“)               |
| Särchen                | Ždźark               | Annahütte                      | nach einem Betrieb im Ort                                                                                   |
| Sella                  |                      | Lindhain                       | Neuschöpfung                                                                                                |
| Sercha                 | Zdźarki              | Burgundenau                    | Neuschöpfung; heute Żarka nad Nysą, Pieńsk, Polen                                                           |
| Sglietz                | Zglic                | Glietz                         | Anpassung der Schreibweise                                                                                  |
| Skerbersdorf           | Skarbišecy           | Schönlinden                    | Neuschöpfung                                                                                                |
| Skuhlen                | Skulin               | Schuhlen                       | Anpassung der Schreibweise                                                                                  |
| Smarso                 | Smaržow              | Rodetal (Niederlausitz)        | freie Übersetzung                                                                                           |
| Soculahora             | Sokolca              | Falkenberg                     | Übersetzung                                                                                                 |
| Sohra                  | Žarow                | Kesselbach                     | Neuschöpfung; heute Żarki Średnie, Pieńsk, Polen                                                            |
| Spohla                 | Spale                | Brandhofen                     | Übertragung; inspiriert vom ursprünglichen Namen                                                            |
| Stannewisch            | Stanojšćo            | Steinhufen                     | Neuschöpfung                                                                                                |
| Steinölsa              | Kamjentna Wólšinka   | Steinerlen                     | Übersetzung                                                                                                 |
| Syckadel               | Sykadło              | Siegadel                       | Germanisierung der Schreibweise                                                                             |
| Tätzschwitz            | Ptačecy              | Vogelhain                      | Übersetzung                                                                                                 |
| Teicha                 | Hatk                 | Teichrode                      | Verdeutschung der Endung                                                                                    |
| Tetta                  | Ćetow                | Margaretenhof                  | Übertragung vom Namen eines Vorwerks                                                                        |
| Thräna                 | Drěnow               | Stiftswiese                    | Neuschöpfung                                                                                                |
| Torga                  |                      | Kleeberg                       | Neuschöpfung; OT von Kodersdorf                                                                             |
| Tzschacksdorf          |                      | Schacksdorf                    | Anpassung der Schreibweise; heute Strzeszowice, Trzebiel, Polen                                             |
| Tzschernitz            | Cersk                | Tschernitz                     | Anpassung der Schreibweise                                                                                  |
| Tschernske             | Černsk               | Hirschwalde                    | Neuschöpfung                                                                                                |
| Tschöpeln              |                      | Töpferstedt                    | Neuschöpfung; heute Czaple, Trzebiel, Polen                                                                 |
| Tzschecheln            |                      | Eichenrode                     | Neuschöpfung; heute Dębinka, Trzebiel, Polen                                                                |
| Tzscheeren             |                      | Grünaue                        | Neuschöpfung; heute Czerna, Tuplice, Polen                                                                  |
| Tzschelln              | Čelno                | Nelkenberg                     | Übertragung vom Namen eines nahen Hügels                                                                    |
| Tzschernowitz          |                      | Schernewitz                    | Anpassung der Schreibweise; heute Czarnowice, Gubin, Polen                                                  |
| Tzschorne              | Carna                | Hirschwinkel                   | Neuschöpfung, heutiger Ortsname ist Zschorno                                                                |
| Uhyst (Spree)          | Delni Wujězd         | Spreefurt                      | Neuschöpfung; inspiriert von der geographischen Lage                                                        |
| Weissagk b. Calau      | Wusoka               | Weißag                         | |
| Weissagk b. Luckau     | Wusoka               | Weißack                        | Endung eingedeutscht                                                                                        |
| Weißagk                | Wusoka               | Märkischheide                  | Neuschöpfung                                                                                                |
| Wendischbaselitz       | Serbske Pazlicy      | Kleinbaselitz                  | Tilgung des ethnischen Namenszusatzes                                                                       |
| Wendisch Buchholz      | Serbski Bukojc       | Märkisch Buchholz              | Tilgung des ethnischen Namenszusatzes                                                                       |
| Wendisch-Cunnersdorf   | Serbske Kundraćicy   | Rosenhain III bzw. Rosenhain C | Umbenennung im Rahmen der Eingemeindung nach Rosenhain                                                      |
| Wendisch Drehna        | Serbski Drjenow      | Walddrehna                     | Entfernung des ethnischen Namenszusatzes                                                                    |
| Wendisch Musta         |                      | Birkfähre                      | Neuschöpfung                                                                                                |
| Wendisch Ossig         |                      | Warnsdorf                      | Neuschöpfung; heute Osiek Łużycki, Polen                                                                    |
| Wendisch-Paulsdorf     | Serbske Pawlecy      | Rosenhain II bzw. Rosenhain B  | Umbenennung im Rahmen der Eingemeindung nach Rosenhain                                                      |
| Wendisch Rietz         |                      | Märkisch Rietz                 | Tilgung des ethnischen Namenszusatzes                                                                       |
| Wendischsohland        | Serbski Załom        | Am Frühlingsberg               | Neuschöpfung                                                                                                |
| Wendisch Sorno         | Žarnow               | Sorno                          | Entfernung des ethnischen Namenszusatzes; 1971 devastiert                                                   |
| Werda                  | Wjerto               | Inselheide                     | Übersetzung (Ursprung war bereits deutsch)                                                                  |
| Wiesa                  |                      | Rabental                       | Neuschöpfung; erneute Umbenennung 1938 in Altwiese; 1948 wieder Wiesa                                       |
| Wossinka               | Wosinka              | Erlengrund                     | |
| Wunscha                | Wunšow               | Wunschhausen                   | sprachliche Anpassung                                                                                       |
| Wusswergk              | Wózwjerch            | Wußwerk                        | Endung eingedeutscht                                                                                        |
| Zerre                  | Drětwja              | Spreetal                       | Neuschöpfung; inspiriert von der geographischen Lage                                                        |
| Zschipkau              | Šejkow               | Schipkau                       | Anpassung der Schreibweise                                                                                  |
| Zschornegosda          | Čorny Gózd           | Schwarzheide                   | Übersetzung; Vereinigung zweier Dörfer unter dem neuen Namen                                                |
| Zukleba                |                      | Steinfelde (Niederlausitz)     | Neuschöpfung; heute Suchleb, Lipinki Łużyckie, Polen                                                        |